# Bonheiden
Bonheiden este o comună din regiunea Flandra din Belgia. Comuna este formată din localitățile Bonheiden și Rijmenam. Suprafața totală este de 29,27 km². La 1 ianuarie 2008 comuna avea 14.558 locuitori. 
Bonheiden se învecinează cu comunele Boortmeerbeek, Haacht, Keerbergen, Mechelen, Putte și Sint-Katelijne-Waver.

## Personalități născute aici
- Koen Casteels (n. 1992), fotbalist.

## Localități înfrățite
- Franța: Boulieu-lès-Annonay.

1. ↑  Lode Van Looy: “Ik zal niet vaak meer in mijn zetel zitten” (în neerlandeză), Het Laatste Nieuws[*], 5 ianuarie 2019, accesat în 11 august 2020
2. ↑  Totale oppervlakte volgens het Kadasterregister, België, gewesten en provincies (în neerlandeză), Algemene Directie Statistiek[*]